# Zespół kościoła Narodzenia Najświętszej Maryi Panny w Inwałdzie
Zespół kościoła Narodzenia Najświętszej Maryi Panny w Inwałdzie – zabytkowy zespół kościoła Narodzenia Najświętszej Maryi Panny znajdujący się w Inwałdzie, w gminie Andrychów, w powiecie wadowickim, w województwie małopolskim.
Zespół, w skład którego wchodzi: kościół, kaplica Romerów, cmentarz przykościelny, ogrodzenie z kaplicami drogi krzyżowej, kapliczka z figurą Chrystusa Ukrzyżowanego oraz kapliczka MB Różańcowej, wpisany został do rejestru zabytków nieruchomych.

## Historia
W 1318 roku królewski dworzanin Ligęza wybudował pierwszy drewniany kościół, który rozebrano w 1850.
Obecny murowany wybudował w latach 1747–1750 dziedzic Inwałdu Franciszek Czerny-Szwarzenberg. Świątynię konsekrował w 1756 roku bp krakowski Franciszek Potkański.

## Architektura
Budynek jest późnobarokowy, murowany, orientowany, jednonawowy, z wieżą w fasadzie. Prezbiterium zamknięte półeliptyczną apsydą.

## Wystrój i wyposażenie
- Gotycki obraz Matka Boska z Dzieciątkiem w barokowej sukience, pochodzenia skandynawskiego[2];
- polichromia - w tradycji młodopolskiej - autorstwa Karola Polityńskiego z 1926 roku[4].

## Otoczenie kościoła
- Kaplica grobowa Romerów. Pochowany w niej jest Karol Adam Romer;
- 14 kaplic drogi krzyżowej;
- kapliczka z figurą Chrystusa Ukrzyżowanego;
- kapliczka MB Różańcowej.